# لودومیر کرونوفسکی
لودومیر کرونوفسکی (انگلیسی: Ludomir Chronowski؛ زادهٔ ۳۱ اکتبر ۱۹۵۹) ورزشکار شمشیربازی اهل لهستان است.
وی در مسابقات کشوری و بین‌المللی در مجموع برندهٔ ۱ مدال نقره شده‌است.